# Bigastre
Bigastre (oficialment i en castellà, Bigastro) és un municipi del País Valencià que es troba a la comarca del Baix Segura. Té 6.744 habitants (INE 2009).
La llengua que s'hi parla és el castellà (segons dades de 2001, sap parlar valencià un 4,59% de la població).

## Geografia
El terme, de 4,08 km², ens ofereix dues zones molt diferents: L'Horta amb la seua catifa d'horts on es conreen els cítrics i la zona més muntanyosa on són les finques de La Pedrera i el Mirador de la Loma, en les quals es poden trobar bones instal·lacions i camins per al goig de la natura.
La joventut del poble fa que, llevat d'algunes cases senyorials i altres de llauradors escampades pel terme, l'únic monument digne d'esment siga l'església de la Mare de Déu del Betlem on es conserva una talla de Sant Joaquim, de Salzillo.

## Història
Hi ha La Loma, un jaciment de l'edat del bronze, del qual hi ha poques notícies. El municipi té el seu origen en el conegut com Lugar Nuevo de los Canónigos, una mena de residència dels canonges de la catedral d'Oriola, que tenien tots els drets sobre aquestes terres. En 1701 després d'alguns plets amb els colons l'església feu desistiment d'alguns privilegis i allò va permetre la fundació de Bigastre a partir de tres finques en què vivien 24 famílies.

## Economia
En el moment de la fundació l'agricultura s'hi dedicava al lli i al cànem; en el segle passat la caiguda del tèxtil va fer derivar als cítrics i productes de l'horta tot mantenint l'agricultura de secà. Actualment també hi ha activitat industrial representada en els sectors construcció i manufacturer.

## Demografia
En l'any 2009, Bigastre comptaba amb 6.744 habitants. En 2007 la xifra de població amb nacionalitat estrangera era del 17,5%, dels quals la majoria eren de nacionalitat britànica.
| Población | 1.469 | 1.602 | 1.490 | 1.924 | 1.986 | 2.328 | 2.633 | 2.861 | 3.398 | 3.513 | 4.049 | 4.414 | 5.222 | 6.744 |

## Política i govern

### Composició de la Corporació Municipal
El Ple de l'Ajuntament està format per 13 regidors. En les eleccions municipals de 26 de maig de 2019 foren elegits 7 regidors del Partit Popular (PP), 5 del Partit Socialista del País Valencià (PSPV-PSOE) i 1 d'Unión Popular Liberal y Centrista (UPLyC-FEPAL).
| Eleccions municipals de 26 de maig de 2019 - Bigastre                                                                         |                                          |                                     |                                     |        |          |          |
| Candidatura | Candidatura                              | Candidatura                         | Cap de llista                       | Vots   | Vots     | Regidors |
| | Partit Popular                           |                                     | Teresa María Belmonte Sánchez       | 1.666  | 48,29%   | 7 ()     |
| | Partit Socialista del País Valencià-PSOE |                                     | Carmen Medina Oltra                 | 1.341  | 38,87%   | 5 ()     |
| | Unión Popular Liberal y Centrista        |                                     | Aurelio Murcia González             | 230    | 6,67%    | 1 ()     |
| | Altres candidatures                      |                                     |                                     | 187    | 5,42%    | 0        |
| | Vots en blanc                            |                                     |                                     | 26     | 0,75%    |          |
| Total vots vàlids i regidors                                                                                                  | Total vots vàlids i regidors             | Total vots vàlids i regidors        | Total vots vàlids i regidors        | 3.450  | 100 %    | 13       |
| | Vots nuls                                | Vots nuls                           | Vots nuls                           | 54     | 1,54%    |          |
| Participació (vots vàlids més nuls)                                                                                           | Participació (vots vàlids més nuls)      | Participació (vots vàlids més nuls) | Participació (vots vàlids més nuls) | 3.504  | 74,60%** |          |
| Abstenció | Abstenció                                | Abstenció                           | Abstenció                           | 1.190* | 25,40%** |          |
| Total cens electoral | Total cens electoral                     | Total cens electoral                | Total cens electoral                | 4.694* | 100 %**  |          |
| Alcaldessa: Teresa María Belmonte Sánchez (PP) (15/06/2019) Per majoria absoluta dels vots dels regidors (7 vots de PP)       |                                          |                                     |                                     |        |          |          |
| Fonts: JEC, JEZ Oriola, M. Interior, Periòdic Ara. (* No són vots sinó electors. ** Percentatge respecte del cens electoral.) |                                          |                                     |                                     |        |          |          |

### Alcaldes
Des de 2015 l'alcaldessa de Bigastre és Teresa Mª Belmonte Sánchez del Partit Popular.
| Període                       | Alcalde o alcaldessa                                     | Partit polític | Data de possessió     | Observacions         |
| ----------------------------- | -------------------------------------------------------- | -------------- | --------------------- | -------------------- |
| 1979–1983                     | José Calvo Sáez                                          | UCD            | 19/04/1979            | --                   |
| 1983–1987                     | José Joaquín Moya Esquiva                                | PSPV-PSOE      | 28/05/1983            | --                   |
| 1987–1991                     | José Joaquín Moya Esquiva                                | PSPV-PSOE      | 30/06/1987            | --                   |
| 1991–1995                     | José Joaquín Moya Esquiva                                | PSPV-PSOE      | 15/06/1991            | --                   |
| 1995–1999                     | José Joaquín Moya Esquiva                                | PSPV-PSOE      | 17/06/1995            | --                   |
| 1999–2003                     | José Joaquín Moya Esquiva                                | PSPV-PSOE      | 03/07/1999            | --                   |
| 2003–2007                     | José Joaquín Moya Esquiva                                | PSPV-PSOE      | 14/06/2003            | --                   |
| 2007–2011                     | José Joaquín Moya Esquiva María Rosario Bañuls Rodríguez | PSPV-PSOE      | 16/06/2007 21/11/2008 | Dimissió/renúncia -- |
| 2011–2015                     | Mª Rosario Bañuls Rodríguez                              | PP             | 11/06/2011            | --                   |
| 2015–2019                     | Teresa Mª Belmonte Sánchez                               | PP             | 13/06/2015            | --                   |
| 2019-2023                     | Teresa Mª Belmonte Sánchez                               | PP             | 15/06/2019            | --                   |
| Des de 2023                   | n/d                                                      | n/d            | 17/06/2023            | --                   |
| Fonts: Generalitat Valenciana |                                                          |                |                       |                      |

## Gastronomia
Els menjars més típics són el cocido con pelotas i l'arròs amb conill. Però el més important de la gastronomia bigastrina és la seua rebosteria: almojábanas, toñas, almendrados i soplillos.